# Le lettere di Alou
Le lettere di Alou (Las cartas de Alou) è un film del 1990 diretto da Montxo Armendáriz.

## Riconoscimenti
- Festival Internazionale del Cinema di San Sebastián
  - Concha de Oro